# John James Rickard Macleod
John James Rickard Macleod (Clunie, Escocia, 6 de septiembre de 1876 - Aberdeen, Escocia, 16 de marzo de 1935) fue un Médico británico.
Obtuvo la licenciatura en Medicina en la Universidad de Aberdeen en 1898. En 1900 y tras obtener una plaza de profesor de Fisiología en la Universidad de Cleveland, se traslada a los Estados Unidos. Posteriormente se traslada a Toronto, Canadá, en donde tuvieron lugar los experimentos que condujeron al descubrimiento de la insulina. En 1928 regresó a Escocia para ejercer de profesor en Aberdeen.
Fue galardonado con el Premio Nobel de Fisiología o Medicina en 1923, compartido con Frederick Grant Banting, por el descubrimiento y aislamiento de la insulina.
Escribió nueve libros, entre los que cabe destacar
- Recent Advances in Physiology (1905).
- Fundamentals of Physiology (con Pearce, 1916).
- Diabetes: its Pathological Physiology (1925).
- Carbohydrate Metabolism and Insulin (1926).
- Physiology and Biochemistry in Modern Medicine (9.ª ed., 1941).